# Ferdinand Karsch
Ferdinand Karsch, ook wel Karsch-Haack (Münster, 2 september 1853 – Berlijn, 20 december 1936) was een Duits arachnoloog, entomoloog en antropoloog.
Karsch was de zoon van een arts, hij werd opgeleid aan de Friedrich-Wilhelms-Universität in Berlijn en publiceerde een proefschrift over galmuggen in 1877. Van 1878 tot 1921 bekleedde hij de functie van conservator van het Museum für Naturkunde Berlijn. Tussen 1873 en 1893 publiceerde hij een catalogus van de spinnen van Westfalen, hij publiceerde ook talrijke artikelen over de exemplaren die het museum ontvangen had van diverse ontdekkingsreizigers en natuuronderzoekers die werkten in Afrika, China, Japan en Australië, enz.
Naast zijn zoölogische activiteiten publiceerde hij vele werken over seksualiteit en met name homoseksualiteit, zowel in het dierenrijk als bij 'primitieve' volkeren, waaronder Das Leben der gleichgeschlechtliche Kulturvölker - Ostasiaten: Chinesen, Japans, Korea uit 1906 over homoseksualiteit in oosterse samenlevingen en Das Leben der gleichgeschlechtliche Naturvölker uit 1911. Karsch leefde in zijn latere leven zelf openlijk homoseksueel in Berlijn. De opkomst van Hitler en de nazionderdrukking van homoseksualiteit leidde tot beschadiging van zijn reputatie.

## Enkele spinnensoorten en genera beschreven door Karsch
- Misgolas 1878 – New South Wales, Australië
- Portia schultzi 1878 – Centraal-, Oost-, Zuid-Afrika, Madagaskar
- Holothele 1879 – Venezuela
- Linothele 1879 – Zuid-Amerika
- Sphaerobothria 1879 – Costa Rica
- Thelechoris 1881 – Afrika, Madagaskar
- Tribe Diplocentrini 1880
- Acontius 1879 – Afrika
- Heterothele 1879 – Kongo, Afrika
- Pedinopistha 1880 – Hawaï
- Campostichomma 1891 – Sri Lanka
- Corinnomma 1880
- Megalostrata 1880
- Chilobrachys 1891

- Bibliothèque nationale de France: cb12489113k (data)
- Gemeinsame Normdatei: 117571105
- International Standard Name Identifier: 0000 0000 7326 530X
- Library of Congress Control Number: no2006039778
- Nationale Bibliotheek van Israël: 987007263778205171
- Nationale Bibliotheek van Polen: a0000002457303
- Nederlandse Thesaurus van Auteursnamen: 067658636
- Istituto Centrale per il Catalogo Unico: UTOV533538
- Système universitaire de documentation: 243643101
- Virtual International Authority File: 22244620
- WorldCat: E39PBJrC9MGwqKfx9kpQ3VdG73